# Bourbonnais (Illinois)
Pour les articles homonymes, voir Bourbonnais.
Ne doit pas être confondu avec Bourbonais (Illinois).
Bourbonnais est une ville située dans le comté de Kankakee, dans l’État de l'Illinois, aux États-Unis. Sa population était de 15 256 habitants au recensement de 2000, mais elle a été estimée à 19 119 en 2009.

## Histoire
Le village est nommé en honneur de François Bourbonnais Senior, un trappeur de fourrure, un chasseur et un agent de la compagnie American Fur Company, qui s'était marié avec une Amérindienne et était arrivé dans la région près de la fourche de deux pistes amérindiennes importantes et le fleuve Kankakee vers 1830. John Jacob Astor avait fondé la compagnie en 1808 lorsque les États-Unis avaient interdit les compagnies étrangères (comme la Compagnie de la Baie d'Hudson) de rivaliser dans le pays après la guerre de 1812. Jusqu'en 1830, il a eu le quasi-monopole du commerce de la fourrure dans le Midwest. Cependant le nombre d'animaux sauvages trappables localement était en déclin.
En 1832, Noël Levasseur arriva comme agent local de la société, et établit un poste commercial, devenant le premier colon permanent de la région. Il se maria avec Watseka, la nièce d'un chef Potawatomi. Après le  transfert des Potawatomis en Iowa, des Canadiens-français furent recrutés pour s'installer autour de son magasin. On avait forcé les Potawatomis à émigrer vers l'ouest par une série de traités culminant avec le Traité de Tippecanoe, que le Congrès ratifia en 1833. Le traité réservait deux sections pour le chef Potawanomi Me-she-ke-te-no et une section chacune pour Catish (Mme Bourbonnais) et Manteno (Mlle Bourbonnais, fille de François). Levasseur se bâtit un domaine considérable par une série de transactions judicieuses, puis divorça de Watseka pour se remarier avec une femme canadienne appelée Ruth. 
Après l'établissement du nouveau Diocèse de Chicago, le missionnaire Étienne Badin s'installa brièvement dans le Bosquet Bourbonnais en 1846, avant de prendre sa retraite plus au sud.
En 1853, la législature de l'Illinois divisa le Comté d'Iroquois, et le Bosquet Bourbonnais devint une partie du nouveau Comté de Kankakee. Parce que le chemin de fer de l'Illinois Central, fondé en 1854, parcourait Kankakee, cette localité devint le chef-lieu, tandis que le Bosquet  demeurait une commune. En 1858, les résidents construisirent l'église de la Maternité de la Vierge Marie et bientôt les religieuses de la Congrégation de Notre-Dame de Montréal arrivèrent du Québec pour enseigner et fournir les soins infirmiers. Deux ans plus tard, elles fondaient l'Académie de Notre-Dame. En 1865 les Clercs de Saint-Viateur fondèrent le Collège Saint-Viateur pour les garçons.
Après un référendum en 1875, le village fut incorporé comme le Village de Bourbonnais, avec George R. LeTourneau comme son premier maire et les conseillers François Séguin, Joseph Legris, Alexis Gosselin, P.L. Monast, Alex Lamontagne, Joseph Goulet, Jacob Thyfault et Len Bessette. Levasseur meurt quatre ans plus tard, à l'âge de 80 ans. Letourneau fut aussi maire et shérif de Kankakee, en plus d'être sénateur public; sa demeure (commencée en 1837, rénovations accomplies en 1866) est aujourd'hui le siège social de la société historique locale, incluant le jardin et l'arboretum.
Après les déclins d'enrôlement au début du XXe siècle, les institutions catholiques furent rachetées par ce qui est devenu l'Université de Nazaréen d'Olivet en 1940, puisque l'école protestante dans le comté de Vermillon avait brûlé complètement l'année précédente.
Depuis 2002, Bourbonnais est le camp d'entraînement d'été des Bears de Chicago.

## Personnalités nées à Bourbonnais
- Jamie Bernadette
- Léo Dandurand
- Bryan Dattilo
- Kristin Dattilo
- Fred MacMurray

## Source
- (en) Cet article est partiellement ou en totalité issu de l’article de Wikipédia en anglais intitulé « Bourbonnais, Illinois » (voir la liste des auteurs).

1. ↑   l'Histoire - le Village de Bourbonnais>
2. ↑  l'Histoire Locale
3. ↑  Noel LeVasseur dans Bourbonnais Illinois.wmv - YouTube
4. ↑  Communauté Viatorian »une Histoire Brève
5. ↑  Letourneau le Musée
6. ↑  Chicago Porte des Endroits de Camp d'entraînement - Pro-Football-Reference.com